# VM i boksning 2011
Verdensmesterskabet i boksning 2011 blev afholdt i Heydar Aliyev Sports and Exhibition Complex i Baku, Aserbajdsjan fra 22. september til 10. oktober 2011.
Mesterskabet blev organiseret af det internationale amatørbokseforbund AIBA, og er det største VM i boksning efter at Milano i Italien afholdte tidernes største VM i 2009.
I Baku deltog 685 udøvere fra 127 lande.